# Butade di Sicione
Butade (in greco antico: Βουτάδης?, Boutades) Sicionide, a volte erroneamente chiamato Dibutades (forse un patronimico), (Sicione, ... – ...; fl. VII-VI secolo a.C.) è stato uno scultore, coroplasta, ceramista e vasaio greco antico, reputato come l'inventore dell'arte di modellare l'argilla in rilievo, che un incidente lo portò inizialmente a praticare, insieme alla figlia Calliroe, a Corinto. Il periodo in cui fiorì è sconosciuto, ma è stato collocato intorno al 600 a.C..

## Biografia
La storia di Butades, raccontata da Plinio, presenta sua figlia, Cora di Sicione, innamorata di un coetaneo a Corinto, dove vivevano, che disegnò sul muro il profilo della sua ombra, e su questo profilo Butades modellò un volto del giovane in creta, dopodiché lo cosse insieme alle tegole di creta del suo mestiere. Questo modello fu conservato nel Ninfeo di Corinto fino a quando Lucio Mummio occupò quella città nel 146 a.C., e si distrusse durante un incendio. Questo incidente portò Butades ad ornare le estremità ai bordi delle tegole di gronda con maschere di volti umani, dapprima in bassorilievo (protypa), poi in altorilievo (ectypa), una pratica attestata da numerosi esempi esistenti. Plinio prosegue scrivendo che Butades ha ideato la colorazione delle opere plastiche aggiungendovi un colore rosso (dai lavori esistenti di questo tipo sembra che fosse sabbia rossa, o modellandole con il gesso rosso). Si dice anche che abbia inventato una miscela di argilla e ocra rossa, o che abbia introdotto l'uso di un tipo speciale di argilla rossa. Plinio aggiunge: «Hine et fastigia templorum orta», cioè che le figure di terracotta realizzate da Butades, servivano per ornare i frontoni dei templi.